# Лаино
Лаино (итал. Laino) насеље је у Италији у округу Комо, региону Ломбардија.
Према процени из 2011. у насељу је живело 506 становника. Насеље се налази на надморској висини од 680 м.

## Становништво
| 1936. | 1951. | 1961. | 1971. | 1981. | 1991. | 2001. | 2011. |
| ----- | ----- | ----- | ----- | ----- | ----- | ----- | ----- |
| 538   | 509   | 504   | 533   | 499   | 477   | 469   | 517   |